# Chao Phraya Bodin Decha
Chao Phraya Bodin Decha (1777-1849) (tiếng Thái: เจ้าพระยาบดินทรเดชา), là viên tướng Thái Lan đầu thế kỷ 19.

## Thân thế và sự nghiệp
Ông tên thật là Sing Singhaseni (สิงห์ สิงหเสนี). Ông còn được gọi với các tên khác là: Ratchasuphawadi, Khroma-ha Thai, Chao Phraya Bodinthara Decha, Chao Phraya Chakri Bodin Decha và Chao Phraya Bodin. Còn các sách lịch sử Việt Nam thời nhà Nguyễn thì gọi ông là (Chiêu) Phi nhã Chất tri (丕雅質知) hay Chất tri, (trùng với tên gọi của vua Rama I khi chưa làm vua, thực ra cái tên này chỉ là một tước hiệu cao cấp của quân đội Xiêm). Tên Phraya, phiên âm ra tiếng Việt là Phi nhã, được sử nhà Nguyễn chú thích là chức Xã trưởng. 
Tướng Bodin từng giữ các chức Bộ trưởng Phòng vệ, Bộ trưởng Nội vụ, Thống lĩnh quân đội (แม่ทัพใหญ่) và Thái sư nhiếp chính Akkhra Maha Senabodi (อัครมหาเสนาบดี) của vua Rama III. Ông được xem là một trong những vị tướng quyền lực nhất trong giai đoạn đầu của vương triều Chakri.
Sing cũng là thủy tổ của gia tộc Singhaseni. Ông sinh năm 1777 (năm Đinh Dậu) (tức là năm 2320 Phật lịch) và mất ngày 24 tháng 6 năm 1849 (năm Kỷ Dậu) (tức là năm 2392 Phật lịch), thọ 72 tuổi.
Ông là viên tướng bảo hộ cho các tỉnh phía Bắc giáp giới với Myanma (Pegue), và các vương triều ở Lào và Campuchia. Lúc nhỏ Sing phục vụ cho hoàng tử Isarasundhorn (sau là vua Rama II), sau đó ông lại phục vụ hoàng tử Chetsadabodin (เจษฏาบดินทร์) (sau là vua Rama III). Rama III sau khi lên ngôi đã phong tên hiệu cho Sing là Phraya Ratchasuphawadi.
Vào khoảng 1819, Chao Phraya Bodin xây dựng lại ngôi đền Wat Sam Pleum .

### Tiêu diệt vương quốc Viêng Chăn
Năm 1826, vua Anouvong chống lại Xiêm, vua Rama III sai chú là Maha Sakdi Polsep cùng với tướng Phraya Ratchasuphawadi đem quân Thái rời khỏi nơi đóng quân chính tại Korat, đi theo hướng Đông Bắc để tiến đánh Vương quốc Champasak của hoàng tử Yo, con trai Anouvong. Một đội quân Lào của Anouvong, do hoàng tử Thong, cháu gọi Anouvong bằng chú chỉ huy đóng ở Pimai (huyện Phimai tỉnh Nakhon Ratchasima), dễ dàng bị Ratchasuphawadi đánh bại. Sau đó Ratchasuphawadi chuyển tới Khonkaen. Tại Khonkaen, Ratchasuphawadi đã viết thư cho phó vương (tổng trấn) Tissa ở Yasotorn yêu cầu ông ta tiến đánh Viêng Chăn. Hoàng tử Tissa có con rể là con trai của Anouvong. Tissa sợ rằng sự việc bí mật này có thể bị lộ, nên đã chuyển bức thư trên cho Anouvong, để phơi bầy âm ưu chia rẽ mình với vua Anouvong của đối phương (Ratchasuphawadi). Sau đó, Tissa lập tức chuẩn bị di chuyển đến Nongharn. Ratchasuphawadi đưa quân đội tiến tới gần Yasotorn, nơi mà viên Phó thống đốc Tissa đã có hành động đứng về phía Anouvong, chiến đấu chống lại ông ta. Hình phạt chờ đợi cho Tissa vì thế rất khắc nghiệt. Ngày 19 tháng 7 năm 1827, Ratchasuphawadi đã xông vào trại Viengkook, bên bờ sông Tha Sida của Tissa. Tissa và gia quyến đã bị bắt và bị giết.

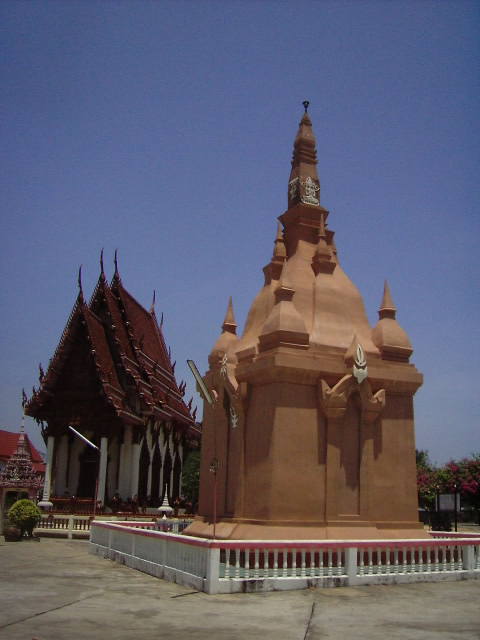
Chùa Wat Tung Sawang Chaiyaphum ở tỉnh Yasothon, đánh dấu nơi quân của Chao Phraya Bodin Decha đóng quân khi tiến đánh Viên Chăn (1826–1828).

Hoàng tử Yo, con trai Anouvong và là vua của vương quốc Champasak, tại thời điểm đó đang đóng quân tại Sisaket. Khi nghe tin Yasotorn đã thất thủ, Yo đã rút lui về Ubol, tách ra khỏi đội quân dưới quyền hai anh em trai của mình là hoàng tử Parn và hoàng tử Suvan đang dùng để chống lại quân Thái của Ratsupavadi chuẩn bị đi khỏi Yasotorn. Tuy nhiên, Ratchasuphawadi đã dẫn quân Thái bất ngờ tập kích, quân đội của Hoàng tử Parn và Hoàng tử Suvan bị đánh tan. Tiếp theo Ratchasuphawadi tiến đánh Ubol (nơi quân Lào của Yo đóng). Cùng lúc đó, bên trong thành phố Ubol, hoàng tử Houi cùng dân chúng của Champasak lại đứng lên chống lại Yo. Yo bỏ chạy, với lực lượng thân tín của mình ở vương quốc Champasak khoảng 30-40 người, qua sông Mekong sang bờ đối diện với Ubol (bờ phía Đông sông Mekong). Hoàng tử Houi mở cửa thành phố Ubol cho quân đội Thái Lan và dẫn họ đuổi theo Yo và hai hoàng tử Parn, Suvan. Cuối cùng, cả ba đã hoàng tử Lào đều bị bắt làm tù binh. Sau đó, Ratchasuphawadi tiến quân tới Nakorn Panom để đối phó với cánh quân chính của Lào tại Parnprao đối diện với Viêng Chăn, (do đích thân Anouvong nắm).
Quân Xiêm do tướng Phraya Ratchasuphawadi chỉ huy triệt hạ và phá hủy hoàn toàn Viêng Chăn và chỉ còn sót lại mỗi ngôi chùa Wat Si Saket. Thị dân Vạn Tượng thì bị bắt di chuyển sang hữu ngạn sông Mê Kông, tức là vùng Đông Bắc Thái Lan ngày nay.
Sau chiến công này, Phraya Ratchasuphawadi được vua Rama III phong thành Chao Phraya Ratchasuphawadi đồng thời giữ chức Bộ trưởng Nội vụ. Không lâu sau, vua Rama III lại ban cho ông tên hiệu là Bodindecha (บดินทรเดชา), lấy từ tên hiệu lúc còn là hoàng tử của vua Rama III Chetsadabodin (เจษฏาบดินทร์).

### Đánh Đại Nam năm 1833-1834
Cuối năm 1833, sau khi Lê Văn Khôi nổi dậy ở Gia Định, cử người sang cầu viện vua Xiêm Rama III. Vua Rama III đã cho chuẩn bị 5 cánh quân sẵn sàng tấn công vào Việt Nam, ở đầu cho Chiến tranh Việt–Xiêm (1833-1834). Trong đó 2 cánh quân chính đánh vào vùng Đồng bằng sông Cửu Long (Miền Tây Nam Bộ Việt Nam) tháng 11 năm 1833: 
- Mũi thứ nhất theo đường bộ vào Campuchia đi dọc sông Mekong theo hướng Châu Đốc (An Giang) để tới Gia Định, đây là cánh quân quan trọng nhất, do đích thân Bodin chỉ huy gồm 40.000 quân bộ binh.
- Mũi thứ 2 tiến bằng đường thủy qua vịnh Thái Lan tiến công vào Hà Tiên, với 10.000 quân do PhraKlang (sử triều Nguyễn gọi là Phi Nhã Phật Lăng. PhraKlang tiếng Thái nghĩa là Bộ trưởng bộ Ngoại thương. Người này kiêm bộ trưởng bộ Chiến tranh từ năm 1831. Tên thật là Prayurawongse) chỉ huy.

Ba cánh quân kia tấn công vào vùng mà ngày nay thuộc Miền Trung Việt Nam và Miền Trung Lào là: Cam Lộ (Quảng Trị), Cam Cát, Cam Môn và Trấn Ninh, Xiêng Khoảng.
Cùng tiến đánh Việt Nam với cánh quân của tướng Bodin có hai hoàng tử Campuchia thân Xiêm là: Ang Im và Ang Duong, em vua Ang Chan II. Cánh quân này hội nhập với cánh thứ hai của PhraKlang tại Châu Đốc. Sau khi hội quân, cả đoàn quân Xiêm này tiến về phía Long Hồ (Vĩnh Long), nơi triều đình Cao Miên của vua Ang Chan II tạm trú, nhằm bắt vua Ang Chan II.
Trong cuộc chiến này quân Xiêm không đạt được mục đích khi bị quân Nguyễn (Minh Mạng) do các tướng Trương Minh Giảng chỉ huy đẩy lui. Không chỉ vậy, Đại Nam còn sáp nhập luôn một nửa Chân Lạp vào Đại Nam, gọi là Trấn Tây Thành.

### Tranh giành ảnh hưởng ở Chân Lạp
Từ năm 1841, quân Nguyễn rút quân khỏi Trấn Tây Thành, quân Xiêm do Bodin chỉ huy không bỏ lỡ cơ hội, tiến sang Chân Lạp giảnh ảnh hưởng, mở ra cuộc Chiến tranh Việt–Xiêm (1841-1845).
Cuộc chiến này quân Xiêm đạt được mục đích khi đưa người thân Xiêm là Ang Duong lên ngôi vua Chân Lạp.

## Tước vị
- sau năm 1824 - năm 1826: Phraya Ratchasuphawadi (พระยาราชสุภาวดี)
- 1826 - 1829: Chao Phraya Ratchasuphawadi (เจ้าพระยาราชสุภาวดี, sử nhà Nguyễn: Sửu Pha Họa Di (醜頗禍移))
- 1829 - 1849: Chao Phraya Bodindecha (เจ้าพระยาบดินทรเดชา, sử nhà Nguyễn: Chất Tri (質知))

## Nhận xét về Bodin Decha
Trong Ngoại Lãng tướng công niên biểu, Doãn Uẩn viết về Bodin Decha: "Phi ya Chất Tri là đại tướng của Xiêm. Từ thời Minh Mạng đã công phá Viên Chăn. Người Xiêm bỏ hòa hiếu tìm thù địch. Y tự chuyên việc biên giới. Nhiều lần đến xâm lược đều là do y gây sự. Bị quan binh ta đánh bại, không biết đã mấy lần rồi. Lần này bại ở Thiết Thằng (đồn dây sắt), bỏ Nam Vang (Phnôm Pênh), thoái thủ U Đon (Oudong), thế lực đã quẫn, bất đắc dĩ đem cái mặt dày tự đến thuyết hòa, là chúng đã hết trò rồi. Trong khi ngồi, ta (Doãn Uẩn) nhìn y tuổi đã ngoài bảy mươi mà sức vóc khỏe mạnh, nói năng trôi chảy, cử chỉ giao tiếp rất thành thạo. Người xưa nói, "Kỳ tài anh khí bất tất trung hạ, cao kiến mẫu thức bất tất độc thư" (khí phách kỳ tài không cứ phải trung hạ, trông xa biết rộng không cứ phải đọc sách) quả có như vậy."